# Technokracja (polityka)
Technokracja – koncepcja ustroju społecznego, w którym władzę sprawowaliby technicy, eksperci, organizatorzy i kierownicy produkcji. Po raz pierwszy terminu tego użył William Henry Smyth w artykule z roku 1919.
Termin „technokrata” używany jest wobec osób, które posiadają specjalistyczną wiedzę, pełnią określone funkcje w nauce lub gospodarce, przede wszystkim zaś deklarują wyraźnie aspiracje polityczne i wolę kierowania poza sferą gospodarki i nauki, gdyż w tych dwóch sferach potrafią już efektywnie zarządzać. Istotnym elementem konstytutywnym działania technokraty jest istnienie społecznego przekonania, iż jest on przydatny poza sferą nauki i gospodarki całemu społeczeństwu jako specjalista ze swymi kompetencjami, wychodzący niejako na zewnątrz obszaru, w którym poruszał się początkowo.
Zwolennicy tej koncepcji wychodzą z założenia, że przemiany w dziedzinie techniki powodują automatyczne zasadnicze zmiany społeczne i kulturalne. Sprawujący władzę fachowcy mieliby kierować się w swej działalności wyłącznie regułami czysto technicznymi, pozbawionymi charakteru politycznego i  ideologicznego. Decyzje  coraz mniej kompetentnego zdaniem technokratów „biurokratycznego” aparatu państwowego powinny być, jak przekonują, zastąpione decyzjami „ekspertów-speców”, którzy byliby motywowani wyłącznie chęcią jak najlepszego rozwiązania różnych spraw, a nie interesem takiej lub innej grupy (dominującej) społecznej.
Ideologia technokratyczna, opiera się na następujących założeniach:
- nauka i technika w wystarczającym stopniu oferuje wartości, cele i środki potrzebne społeczeństwu i człowiekowi do samodoskonalenia się
- najważniejsza jest relacja człowiek – przyroda, a stosunki społeczne powinny być na niej wzorowane
- technokracja posiada pełne prawo do panowania w społeczeństwie, gdyż tylko ona jest w stanie doprowadzić ludzkość do świata pod każdym względem idealnego.

## Ustrój w sztuce
- Kurt Vonnegut w książce „Pianola” przedstawia społeczeństwo Stanów Zjednoczonych w przyszłości.
- W powieści Franka Herberta „Diuna” ustrój ten panuje na planecie Ix.
- Ustrój ten jest także wprowadzony na Ziemi w powieści Limes inferior J.A. Zajdla.